# بيتر تيبولد
بيتر تيبولد (بالألمانية: Peter Tiepold)‏ (مواليد 15 نوفمبر 1945) هو ملاكم ألماني، مثّل بلاده في الألعاب الأولمبية الصيفية في دورتي 1968 و1972.

## روابط خارجية
بيتر تيبولد على موقع بوكس ريك (الإنجليزية) (registration required)
- بيتر تيبولد على موقع أوليمبيديا (الإنجليزية)